# Vincent Deporter
Vincent Deporter dit Mike Deporter ou Vince Deporter, né le 13 février 1959 à Nivelles (province du Brabant wallon) et mort le 27 septembre 2022 à Surprise aux États-Unis, est un auteur de bande dessinée, animateur et illustrateur belge.

## Biographie

### Premières années
Vincent Michel Deporter naît le 13 février 1959 à Nivelles,. Il est le fils de Guy et Claudine Deporter.
La majeure partie de son enfance se passe cependant à Toronto, au Canada, où il marque un intérêt pour la bande dessinée. Parmi ses héros d'enfance et ses influences majeures figurent Dik Browne, Jeff MacNelly et Charles Schulz. Au début de sa carrière de dessinateur, Vincent Deporter adopte souvent le format de la bande dessinée américaine, signant son travail avec une version anglicisée de son deuxième prénom, Mike Deporter. En conséquence, ses lecteurs européens pensaient souvent qu'il était américain.

### Début de carrière
En 1973, Vincent Deporter retourne en Europe et s'installe dans la ville côtière de Fréjus dans le sud-est de la France. À seize ans, il exerce son premier emploi comme arpenteur-géomètre. En 1978, après son retour en Belgique, ses talents de graphiste sont remarqués par Jean Graton — créateur de la célèbre série Michel Vaillant — qui le prend sous son aile, le forme et l'engage en tant qu'assistant. Au début des années 1980, il commence à travailler sur ses propres projets de bandes dessinées. Il recourt à l'auto-édition pour sa première publication en bande dessinée Jeux Olympiques - d'Olympie à Los Angeles, un regard en bande dessinée sur l'histoire des Jeux Olympiques, scénarisé par Xavier Cucuel (Michel Vincent) en 1984. Avec son ami de longue date Philippe Rive, il a co-créé la bande dessinée familiale pour enfants Roméo (1984-env. 1996), atteignant 3,8 millions de lecteurs dans l'hebdomadaire féminin français Maxi. Un album est publié aux éditions Glénat en 1994.

### Crazy Planet
À partir de 1987, Vincent Deporter — qui signe Mike Deporter — entame une collaboration régulière avec le magazine de bande dessinée franco-belge Spirou, mettant en valeur ses talents d'humoriste. Sa première contribution est la bande dessinée humoristique à l'américaine Crazy Planet, sur une société absurde de créatures extraterrestres. La plupart des gags tournent autour de leurs caractéristiques physiques étranges. Il anime cette série jusqu'en 1989 réalisant 42 gags. La série ne connaît pas d'album.

### Les Fourmidables
Entre 1994 et 1996, Deporter crée quatre-vingts pages de la série humoristique Les Fourmidables, une colonie de fourmis anthropomorphes, publiée dans Spirou. Il réalise seul d'abord la plupart des gags, il se fait ensuite aider par Philippe Rive au scénario, jusqu'à ce que son épouse Judith Rucar prenne le relais comme scénariste. En 2003, les Éditions Bamboo publient une sélection de gags de la série Les Fourmidables prépubliés dans Spirou. L'année suivante, un deuxième volume est publié avec des gags inédits sur un scénario de BéKa intitulé Cirques divers.

### Avec Thierry Capezzone
Chez Spirou, Mike Deporter se lie d'amitié avec le jeune dessinateur Thierry Capezzone, qu'il soutient et avec qui il réalise Les Dingo-pubs (1993-1994), une série de fausses publicités. Ensemble, ils rejoignent également Michel Rodrigue dans la production de nouvelles aventures avec Les Pieds Nickelés (1991-1992), les trois canailles de la bande dessinée française créée en 1908 par Louis Forton puis dessinée pendant des décennies par René Pellos. Sous le pseudonyme collectif (Studio) Cadero, l'équipe de Rodrigue-Deporter-Capezzone crée trois nouveaux albums pour les éditions Vents d'Ouest. Par après, Vincent Deporter continue à travailler avec Thierry Capezzone en tant que coloriste de ses bandes dessinées sur l'histoire du Danemark pour le marché danois.

### Avec Judith Rucar
Toujours au début des années 1990, Vincent Deporter travaille également sur plusieurs projets de bandes dessinées avec son épouse Judith Rucar. Outre les scénarios de la série Les Fourmidables, Rucar écrit également Les Aventures de Merlin (1992), une bande dessinée promotionnelle pour la marque de vêtements pour enfants Catimini. En 1994, le duo crée également Mimi Siku - Un Indien dans la Ville (Glénat, 1994), l'adaptation officielle en bande dessinée du film français Un indien dans la ville d'Hervé Palud et Thierry Lhermitte. Vincent Deporter est également un scénariste du film.

### Aux États-Unis
En 1996, Vincent Deporter et sa famille déménagent aux États-Unis, s'installant d'abord à New York. Ensuite, il déménage dans le nord de cet état, puis à Atlanta, en Géorgie, et finalement en Arizona, où il vit à Surprise, dans le comté de Maricopa. Déjà en juillet 1992, sa première contribution à une bande dessinée américaine paraît, lorsque Paul Coker Jr. dessine l'une de ses idées de gag pour la quatrième de couverture du no 312 de Mad Magazine.

### DC Comics
Vivant aux États-Unis, Vincent Deporter commence une collaboration avec DC Comics, travaillant principalement sur la ligne de bandes dessinées de la société avec des personnages de Cartoon Network. Pendant cette période, il utilise le nom de plume Vince Deporter. Entre 1999 et 2010, il est l'artiste de la couverture et de l'histoire du titre Scooby-Doo de DC, tandis que pour la série d'anthologies Cartoon Cartoons, il réalise le long métrage Ed, Edd et Eddy avec le scénariste Michael Kraiger (2001-2002). Pour DC's Paradox Press, il contribue aux titres d'anthologie The Big Book of Bad (1998), The Big Book of the weird Wild West (1998), The Big Book of vice (1999) et The Big Book of Grimm (1999). Outre le matériel humoristique, Deporter réalise l'encrage de nombreux guides de style Batman et Superman de DC.

### Nickelodeon
Vincent Deporter travaille également beaucoup  pour Nickelodeon. Dans le magazine de la chaîne de télévision Nickelodeon Magazine, il passe de nombreuses années à dessiner des bandes dessinées basées sur les séries télévisées d'animation Les Razmoket, La Famille Delajungle et SpongeBob Squarepants. Après l'arrêt du magazine en 2009, il continue à travailler avec le personnage de Bob l'éponge de Stephen Hillenburg dans la nouvelle série SpongeBob Comics de 2011 à 2018, publiée par United Plankton Pictures. Il fournit aussi les illustrations de plusieurs livres avec SpongeBob Squarepants, écrit par Steven Banks et d'autres auteurs.

### Autres travaux
En plus de son travail de dessinateur, il illustre le livre philosophique Sacred Cows : A Lighthearted Look at Belief and Tradition Around the World (2015) de l'activiste Seth Andrews. Il illustre également les pochettes des albums du groupe musical On Man Electrical Band. Il est également actif en tant que chanteur pop
, photographe amateur, ainsi qu'en tant que peintre.
Il meurt le 27 septembre 2022 des suites d'une maladie cardiaque à Surprise, à l'âge de 63 ans.

### Vie privée
Il avait un fils Jack et une fille prénommée Cheyenne.

## Œuvres

### Jeux olympiques d'Olympie à Los Angeles
- Jeux olympiques d'Olympie à Los Angeles, Michel Vincent, 2e trimestre 1984
Scénario : Xavier Cucuel - Dessin : Mike Deporter - Couleurs : Judith Deporter -  (ISBN 2-86756-009-8)

### Les Aventures de Merlin
- Un indien dans la ville, Catimini, octobre 1992
Scénario et couleurs : Judith Deporter - Dessin : Mike Deporter -  (ISBN 2950601219)

### Roméo
- Roméo expert en bêtises, Glénat, Grenoble, mai 1994
Scénario : Philippe Rive - Dessin : Mike Deporter - Couleurs : quadrichromie -  (ISBN 2-7234-1698-4)

### Mimi Siku
- Un indien dans la ville, Glénat, Grenoble, novembre 1994
Scénario : Judith Rucar - Dessin : Mike Deporter - Couleurs : quadrichromie -  (ISBN 2723418316)

Les Fourmidables
- 1. Des fourmis dans les jambes[11], Bamboo, coll. « Humour », Charnay-lès-Mâcon, janvier 2003
Scénario et dessin : Vincent Deporter - Couleurs : quadrichromie -  (ISBN 2912715636)
- 2. Cirques divers[12], Bamboo, coll. « Humour », Charnay-lès-Mâcon, mars 2004
Scénario : BéKa - Dessin : Vincent Deporter - Couleurs : David Lunven -  (ISBN 2-915309-05-1)

Les Histoires de Bob l'éponge
- 1. La Chanson sans fin, Éditions Jungle, 25 août 2006
Scénario : Steven Banks - Dessin : Vincent Deporter - Couleurs : quadrichromie -  (ISBN 978-2874423383)
- 3. Le Bal du rodéo, Éditions Jungle - Casterman, 2007
Scénario : Steven Banks - Dessin : Vincent Deporter - Couleurs : quadrichromie -  (ISBN 9782874424137)
- 4. Bob rocker, Éditions Jungle - Casterman, 3 mai 2007
Scénario : Steven Banks - Dessin : Vincent Deporter - Couleurs : quadrichromie -  (ISBN 978-2874424144)

#### Livres
- Philippe Mellot, Michel Denni, Laurent Turpin et Isabelle Morzadec, Trésors de la bande dessinée : BDM 2025-2026 - Catalogue encyclopédique et Argus, Paris, Les Arènes, novembre 2024, 24e éd., 1839 p., ill. ; 23 cm (ISBN 979-10-37512-61-1, OCLC 1478218824, présentation en ligne), p. 569, 748, 1221. .

#### Articles
- Charles-Louis Detournay, « Décès de Vincent Deporter », ActuaBD,‎ 27 septembre 2022 (lire en ligne, consulté le 29 juillet 2023)
- Adriano Tiniscopa, « Le scénariste et dessinateur belge Vincent Deporter est décédé », Livres Hebdo,‎ 28 septembre 2022 (lire en ligne, consulté le 29 juillet 2023)
- Henri Filippini, « Mike Deporter : disparition du dessinateur des « Fourmidables »… », BDzoom,‎ 29 septembre 2022 (lire en ligne, consulté le 29 juillet 2023).

### Vidéographie
- [vidéo] « The Place - Vincent Deporter - Cartoonist...Spongebob, Scooby-Doo », sur YouTube, (1 h 44 min 28 s), 5 octobre 2015
- [vidéo] « Forged ep4 - W/ Guest Vincent Deporter (Spongebob Comic Artist) », sur YouTube, (10 min 34 s), 16 août 2018.